# 黑林山区特里贝格
黑林山区特里贝格（德語：Triberg im Schwarzwald）是德国巴登-符腾堡州的一个市镇。总面积33.33平方公里，总人口4771人，其中男性2320人，女性2451人（2011年12月31日），人口密度143人/平方公里。

## 友好城市
- 法國 弗雷瑞斯